# SMCP
Standard marine communication phrases (SMCP) is een lijst van basisuitdrukkingen in de Engelse taal die erop gericht zijn communicatie in de zeevaart veiliger en eenvoudiger te maken.
SMCP werd ontwikkeld door de Internationale Maritieme Organisatie (IMO). Het gaat voornamelijk om korte, eenduidige zinnen, waarbij vaak het werkwoord wordt weggelaten.

## Geschiedenis
In 1973 concludeerde de veiligheidscommissie van de IMO dat taalverwarring vaak de hoofdoorzaak van fouten en vergissingen in de zeevaart was. Dit leidde uiteindelijk tot de ontwikkeling van een speciaal vocabulaire voor de zeevaart (SMNV, standard marine navigational vocabulary). Dit trad in 1977 via een aanpassing in hoofdstuk V van SOLAS in werking en werd in 1985 herzien.
Een en ander bleek echter onvoldoende en in 1992, op zijn zestigste bijeenkomst, gaf de IMO-commissie de opdracht aan de subcommissie voor safety and navigation om een betere, meer samenhangende taal te ontwikkelen.
In 1997 werd de eerste versie van SMCP aangenomen. Iedere gecertificeerde zeevarende op een schip van meer dan 500 gt is verplicht bekend te zijn met SMCP.

## Indeling
Op de eerste 15 pagina's wordt een korte uitleg gegeven over de geschiedenis en het gebruik van SMCP. Een en ander is onderverdeeld in drie delen:
Introductionhierin wordt uiteengezet hoe SMCP tot stand is gekomen en wordt zijn huidige rol in de zeevaart toegelicht.
Generaldit gedeelte bevat de procedure voor SMCP, spelling, message markers en dergelijke.
Glossaryhierin worden zowel algemene termen, als termen in gebruik bij VTS-communicatie uitgelegd.
Hierna volgen de SMCP-zinnen zelf.
De standaardzinnen zijn opgedeeld in twee grote delen:
- Deel A, dat onderverdeeld is in
  - A1: external communication phrases
  - A2: on board communication phrases
- Deel B, dat onderverdeeld is in
  - B1: operative ship handling
  - B2: safety on board
  - B3: cargo and cargo handling
  - B4: passenger care

## Voorbeelden
Enkele standaard-SMCP-zinnen zijn de volgende:
I am/ MV... is on fire.
I require immediate assistence
ADVICE: stand by on VHF channel 6
hard to starboard (met betrekking op het roer)
the vessel is on even keel
the vessel will load twenty foot containers
een standaardurgentiebericht kan er als volgt uitzien:
PAN PAN, PAN PAN, PAN PAN
All stations, all stations, all stations
this is Sopina – Bravo, Foxtrot, Charlie, Echo
Sierra – Bravo, Foxtrot, Charlie, Echo
Sierra – Bravo, Foxtrot, Charlie, Echo
Hierna volgt het eigenlijke bericht.